# Spelende kinderen (Gerda Rubinstein)
Spelende kinderen is een artistiek kunstwerk in Amsterdam-Oost.
Het is een bronzen beeld van Gerda Rubinstein dat staat in het Oosterpark. Het beeld stelt een rennende jongen met een meisje op zijn rug voor. Rubinstein maakt het in opdracht van gemeente Amsterdam ter gelegenheid van vijftig jaar Amsterdamse Vacantie Kindercomité. In 1957 had de kunstenares een kleien exemplaar klaar. In 1958 werd het geplaatst op een stenen sokkel.
In 2006 constateerde Lida Goede, beheerder van de site Buitenbeeldinbeeld.nl, dat op het voetstuk het naambordje Kattinka van Rood-Limpers prijkte, het beeld toewijzend aan Katinka van Rood. Behalve dat er een spelfout in de naam zat, bleek de genoemde kunstenares nooit onder de vermelde naam gewerkt te hebben. Eerdere afbeeldingen in Goedes bezit lieten de naam Gerda Rubinstien zien. In 2008 kwam de kunstenares vanuit Engeland naar Nederland en moest ook zien dat haar beeld aan een ander toegewezen was. Ze kon middels artikelen in Het Parool aantonen, dat zij wel degelijk de maakster was en het Stadsdeel Amsterdam corrigeerde het in de zomer van 2010. Het beeld inspireerde dichter Méland Langeveld tot het gedicht Vertraagde wind.
Het Oosterpark is aangelegd op de voormalige begraafplaats De Ooster. In dat park staat tevens het beeld Bokkenrijder van Gerrit Bolhuis. Bolhuis maakte voor De Nieuwe Ooster, waarheen sommige graven van De Ooster naar toe verhuisden, een beeld onder de titel Spelende kinderen. 
Bokkenrijder · Bolgewas · Communicatie · Justus van Maurikbank · Leonard Springerbrug · Limietpalen Oosterpark · Monument voor de Tachtigers · Muziekkoepel Oosterpark · Nationaal monument slavernijverleden · Politiehond Albert · Rotsfontein Oosterpark · De Schreeuw · Speelslinger Oosterpark · Spelende kinderen · Spreeksteen · Tekststeen Julianaboom · De Titaantjes · Het westen ontvangt en ontmoet 't oosten